# Interdom
 (février 2022).
Si vous disposez d'ouvrages ou d'articles de référence ou si vous connaissez des sites web de qualité traitant du thème abordé ici, merci de compléter l'article en donnant les références utiles à sa vérifiabilité et en les liant à la section « Notes et références ».
 (février 2022).
La mise en forme du texte ne suit pas les recommandations de Wikipédia : il faut le « wikifier ».
Les points d'amélioration suivants sont les cas les plus fréquents :
- Les titres sont pré-formatés par le logiciel. Ils ne sont ni en capitales, ni en gras.
- Le texte ne doit pas être écrit en capitales (les noms de famille non plus), ni en gras, ni en italique, ni en « petit »…
- Le gras n'est utilisé que pour surligner le titre de l'article dans l'introduction, une seule fois.
- L'italique est rarement utilisé : mots en langue étrangère, titres d'œuvres, noms de bateaux, etc.
- Les citations ne sont pas en italique mais en corps de texte normal. Elles sont entourées par des guillemets français : « et ».
- Les listes à puces sont à éviter, des paragraphes rédigés étant largement préférés. Les tableaux sont à réserver à la présentation de données structurées (résultats, etc.).
- Les appels de note de bas de page (petits chiffres en exposant, introduits par l'outil «  Source ») sont à placer entre la fin de phrase et le point final[comme ça].
- Les liens internes (vers d'autres articles de Wikipédia) sont à choisir avec parcimonie. Créez des liens vers des articles approfondissant le sujet. Les termes génériques sans rapport avec le sujet sont à éviter, ainsi que les répétitions de liens vers un même terme.
- Les liens externes sont à placer uniquement dans une section « Liens externes », à la fin de l'article. Ces liens sont à choisir avec parcimonie suivant les règles définies. Si un lien sert de source à l'article, son insertion dans le texte est à faire par les notes de bas de page.
- La présentation des références doit suivre les conventions bibliographiques. Il est recommandé d'utiliser les modèles {{Ouvrage}}, {{Chapitre}}, {{Article}}, {{Lien web}} et/ou {{Bibliographie}}. Le mode d'édition visuel peut mettre en forme automatiquement les références.
- Insérer une infobox (cadre d'informations à droite) n'est pas obligatoire pour parachever la mise en page.

Pour une aide détaillée, merci de consulter Aide:Wikification.
Si vous pensez que ces points ont été résolus, vous pouvez retirer ce bandeau et améliorer la mise en forme d'un autre article.
Interdom (Internat international d'Ivanovo) est une école spéciale pour étrangers située dans la ville d'Ivanovo en Russie. Le nom est une abréviation du russe internatzionalny dom ou "Maison internationale". 
Elle a été créée le 26 mars 1933 par les femmes textiles de la ville sous la direction de la section soviétique du Secours rouge international (également connue sous le nom de МОPR, son acronyme russe). L'internat a ensuite été nommé d'après la fondatrice Elena Stasova. Il a été conçu comme une école pour les enfants de dirigeants et d'activistes démocrates réprimés du monde entier.
Interdom a subi d'importantes extensions dans les années 1961, 1969 et surtout vers 1990.
Lorsque l'Union soviétique s'est effondrée, Interdom est également devenu le foyer de nombreux enfants victimes de la Catastrophe nucléaire de Tchernobyl. Au début du 21e siècle, les projets de transformation de l'école internationale en académie militaire pour cadets (voir École militaire de Suvorov) ont été bloqués avec succès. Ceci a été réalisé grâce à un effort important du personnel de l'école, de la Croix-Rouge russe et de la réponse rapide du Comité russe pour la paix, en particulier l'influence de son président, l'ancien champion du monde d'échecs Anatoly Karpov.

## Dans l'art
- Le film "Le journal de Carlos Espinola", 1976, (réalisé par V. I. Selivanov), les événements du film se déroulent dans un internat international pour enfants de combattants de l'indépendance, de travailleurs clandestins et d'émigrants.
- Le film "Nous n'abandonnons pas, nous y allons", 1982 sur la légendaire maison internationale d'Ivanovo et le sort de ses élèves. Récompensé au Festival international du film documentaire et d'animation de Leipzig et au All-Union Film Festival. Directeur M.S. Litvyakov, scénariste N.V. Shishlin et le caméraman Yu.P. Nikolaïev.

## Littérature
- Tomin V. R. "Maison sur Krasnaya Talka". M.: Jeune Garde, 1980.
- Tomin V.R. "Route vers la maison". M. : Connaissance, 1980
- Tomin V.R. "Et nous nous battrons ensemble…". Maison d'édition "Référence", 2010
- Fornalskaya M. "Mémoires de la mère", M.: Littérature étrangère, 1961
- Romanov A., Kharitonov G. "Donnez-moi le soleil." Yaroslavl, maison d'édition de livres de la Haute Volga, 1989
- Zhu Ming "Mon père est Zhu De." Pékin, Maison d'édition de littérature en langue étrangère, 2006
- Kirill Baldin. Interdom est ma planète. Maison d'édition "Référence", 2008
- Gennady Bunyakov. « Le monde de l'enfance à la lueur de la guerre. Live et bonjour Interdom. Maison d'édition "Référence", 2010
- Almanach "Le chemin vers l'avenir". Maison d'édition "Référence", 2013.